# Референдум в Швейцарии по страхованию (1912)
Референдум в Швейцарии по страхованию проходил 4 февраля 1912 года. Избирателей спрашивали, одобряют ли они федеральный закон о медицинском страховании и страховании от несчастных случаев. Федеральный закон был одобрен 54,4% голосов.

## Избирательная система
Референдум о страховании был факультативным и требовал для одобрения лишь большинство голосов избирателей. 

## Результаты
| Выбор                                | Голосов | %    |
| ------------------------------------ | ------- | ---- |
| За                                   | 287 565 | 54,4 |
| Против                               | 241 816 | 45,6 |
| Пустых бюллетеней                    | 6 735   | –    |
| Недействительных бюллетеней          | 3 557   | –    |
| Всего                                | 539 273 | 100  |
| Зарегистрированных избирателей/ Явка | 839 212 | 64,3 |
| Источник: Nohlen & Stöver            |         |      |